# بخش رامگره
بخش رامگره (به انگلیسی: Ramgarh district) یک منطقهٔ مسکونی در هند است که در North Chotanagpur division واقع شده‌است. بخش رامگره ۱٬۲۱۱ کیلومتر مربع مساحت و ۹۴۹٬۴۴۳ نفر جمعیت دارد.